# Marquesado de San Carlos
El marquesado de San Carlos es un título nobiliario español creado el 8 de junio de 1901 por la reina regente María Cristina a favor de Ana de Francisco-Martín y Orrantía, viuda de Cayo Quiñones de León y Santalla, quién fue VI marqués de San Carlos y V marqués de Montevirgen.
El título había sido creado anteriormente como título de Nápoles (en italiano: marchesato di San Carlo), después de las Dos Sicilias, concedido por el rey Carlos VII de Nápoles (también Carlos V de Sicilia y futuro rey Carlos III de España) el 23 de julio de 1737 a favor de Antonio de Abaurre y Salazar.

## Lista de los marqueses de San Carlos
|                                                                      | Titular                                      | Periodo                                 |
| Título de Nápoles Creado por Carlos VII                              | Título de Nápoles Creado por Carlos VII      | Título de Nápoles Creado por Carlos VII |
| -------------------------------------------------------------------- | -------------------------------------------- | --------------------------------------- |
| I                                                                    | Antonio de Abaurre y Salazar                 | 1737-17??                               |
| II                                                                   | Antonia de la Cruz de Abaurre y Fuertes      | 17??-1763                               |
| III                                                                  | Juan Manuel de Quiñones y Abaurre            | 1784-1803                               |
| IV                                                                   | José María Quiñones de León y Vigil          | 1803-1816                               |
| Título de las Dos Sicilias                                           |                                              |                                         |
| IV                                                                   | José María Quiñones de León y Vigil          | 1816-1853                               |
| V                                                                    | Juan Quiñones de León y Santalla             | 1853-1893                               |
| VI                                                                   | Cayo Quiñones de León y Santalla             | 1893-1898                               |
| Transformado en título de España «a primer titular» por Alfonso XIII |                                              |                                         |
| I                                                                    | Ana de Francisco-Martín y Orrantía           | 1901-1901                               |
| II                                                                   | Ana Quiñones de León y Francisco-Martín      | 1901-1910                               |
| III                                                                  | Fernando Quiñones de León y Francisco-Martín | 1910-1929                               |
| IV                                                                   | Antonia Quiñones de León y Bañuelos          | 1929-1982                               |
| Título caducado                                                      |                                              |                                         |

## Historia de los marqueses de San Carlos
- Antonio de Abaurre y Salazar, I marqués de San Carlos[1] y hermano de Manuel Antonio de Abaurre y Salazar, I marqués de Montevirgen.[2] Era hijo de Manuel de Abaurre Arbeloa y de Josefa Antonia Fernández de Gorostiza Salazar y hermano de Manuel de Abaurre y Salazar, I marqués de Montevirgen.[2]

Sin sucesor conocido, le sucedió su sobrina, hija de su hermano mayor Lucas de Abaurre y Fernández de Gorostiza Salazar, y de su esposa María de los Dolores Fuertes y Fuertes.
- Antonia de la Cruz de Abaurre y Fuertes (Tábara, 15 de septiembre de 1730-Toral de los Guzmanes, 7 de octubre de 1763), II marquesa de San Carlos.[3]

Casó en Toral de los Guzmanes el 18 de agosto de 1748 con Fernando Manuel de Quiñones y Álvarez del Campillo (Santibáñez de Atienza, bautizado 15 de abril de 1720-Riolago, 4 de julio de 1780), señor de la casa de Riolago, regidor perpetuo de León e hijodalgo notorio de Babia. Era hijo de Bernardo de Quiñones y Rodríguez de Lorenzana, regidor perpetuo de León, y de Teresa Álvarez de Campillo y Quiñones, casados en Santibáñez de Atienza el 13 de julio de 1718. Le sucedió su hijo:
- Juan Manuel de Quiñones y Abaurre (Toral de los Guzmanes, 1749-Toral de los Guzmanes, 22 de mayo de 1803), III marqués de San Carlos, II marqués de Montevirgen, caballero de la Orden de Carlos III.[3]

Casó en San Llorente del Páramo el 30 de octubre de 1785 con Francisca de León y Santos Montero (San Llorente del Páramo, 13 de noviembre de 1755-?). Le sucedió su hijo:
- José María Quiñones de León y Vigil (Toral de los Guzmanes, 5 de febrero de 1788-Madrid, 25 de enero de 1853), IV marqués de San Carlos, III marqués de Montevirgen, que en 1852 fue reconocido como título de Castilla,[5] diputado por Astorga (1867-1868), gran cruz de la Orden de Carlos III en 1844.

Casó, el 27 de septiembre de 1807, con Francisca Santalla Álvarez Lorenzana y Osorio, también llamada Francisca de Santalla Quindós de Mendoza. Le sucedió su hijo:
- Juan Quiñones de León y Santalla (Camponaraya, 18 de febrero de 1806-3 de abril de 1893), V marqués de San Carlos, IV marqués de Montevirgen,[6] diputado por Villafranca del Bierzo, senador vitalicio y maestrante de Sevilla.[6]

Soltero y sin sucesión, le sucedió su hermano menor a quien cedió el título:

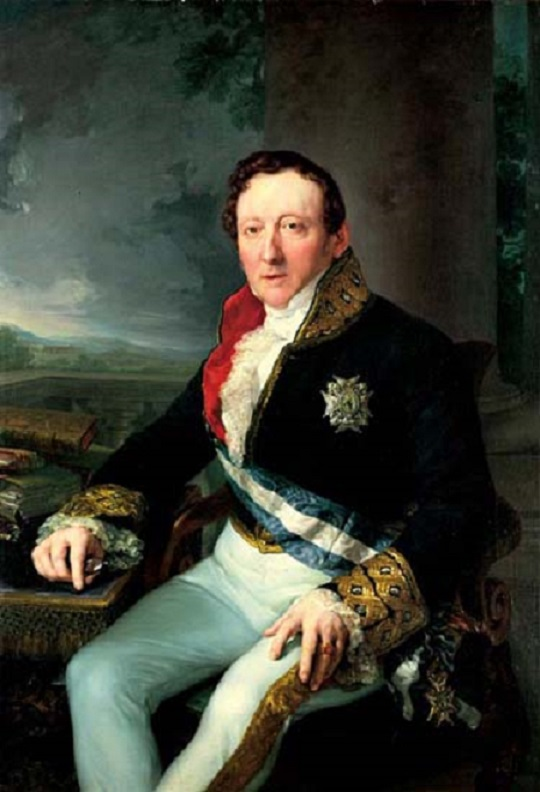
Cayo Quiñones de León (Banco de España)

- Cayo Quiñones de León y Santalla (León, 26 de abril de 1818-La Granja de San Ildefonso, 30 de julio de 1898[7]), VI marqués de San Carlos, V marqués de Montevirgen,[8][9] y diputado por Ponferrada (1857-1876). Senador vitalicio desde 1877 a 1899 y presidente del Casino de Madrid entre 1872 y 1876.[8] Fue condecorado con la Orden del Toisón de Oro, cruz de la Orden de Carlos III, gran oficial de la Legión de Honorde Francia, Gran Cruz de la Orden de Leopoldo de Bélgica, y la cruz de comendador de la Orden de la Corona de Wurtemberg en Alemania.[8]

Casó, el 18 de mayo de 1853, con Ana de Francisco-Martín y Orrantia (Jamaica, ?-Madrid, 19 de septiembre de 1901),  I marquesa de San Carlos como título del reino de España.
- Ana de Francisco-Martín y Orrantía (Diócesis de King Sobón, Jamaica, ? - Madrid, 19 de septiembre de 1901), I marquesa de San Carlos, hija de Francisco Martín y de su esposa Ana María de Orrantía y Vela.

Casó, el 18 de mayo de 1853, con Cayo Quiñones de León y Santalla (León, 26 de abril de 1818-La Granja de San Ildefonso, 30 de julio de 1898), V marqués de Montevirgen, VI marqués de San Carlos en Nápoles y diputado por Ponferrada (1857-1876). Le sucedió su hija:
- Ana Quiñones de León y Francisco-Martín (m. Madrid, 7 de febrero de 1910), II marquesa de San Carlos.

Le sucedió, en 1914, su hermano:

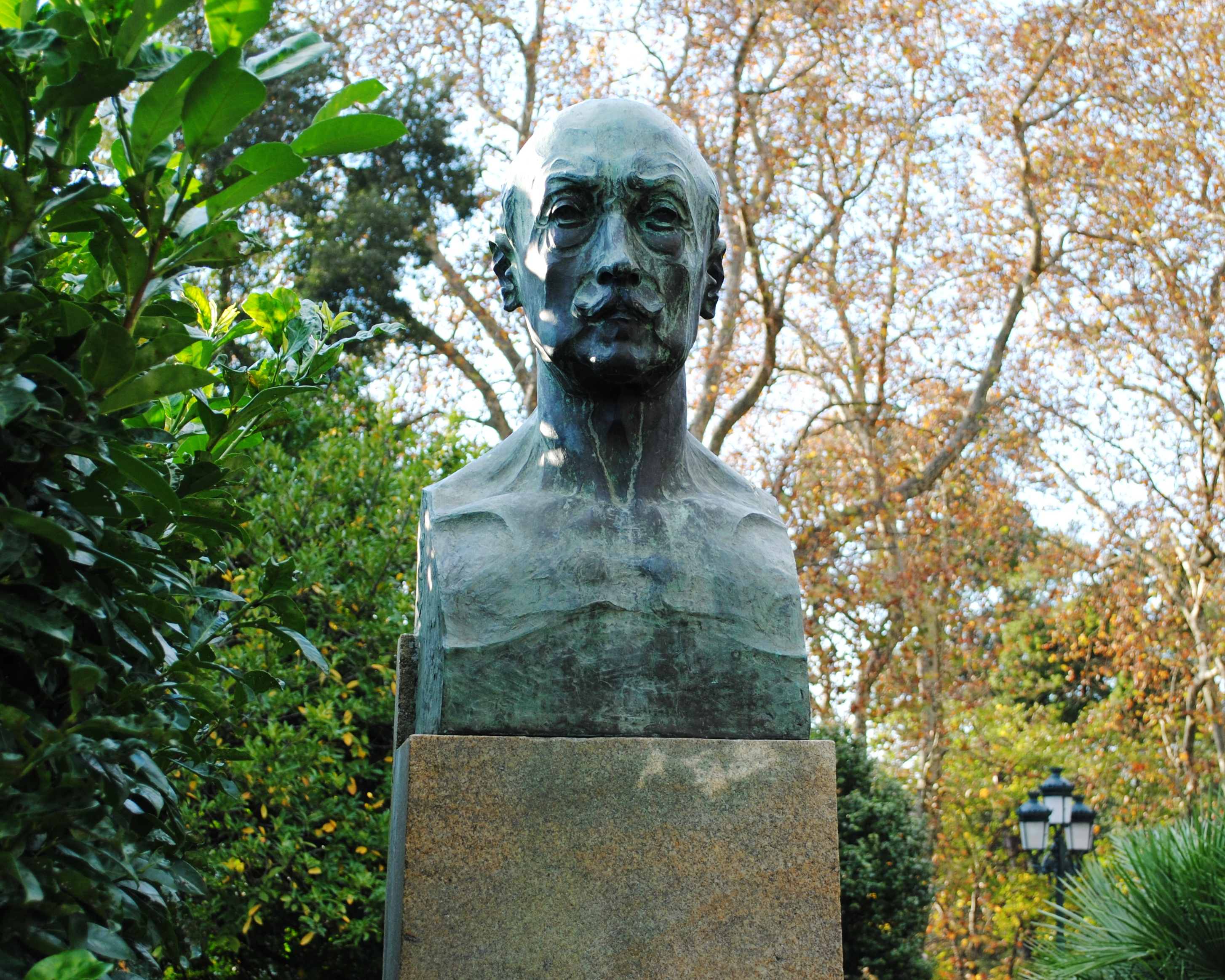
Fernando Quiñones de León y Francisco-Martín, por el escultor Santiago Rodríguez Bonome

- Fernando Quiñones de León y Francisco-Martín (París, 27 de diciembre de 1858-El Cairo, 2 de febrero de 1937), III marqués de San Carlos, VII marqués de Montevirgen,[11] III marqués de San Carlos en España, I marqués de Alcedo, grande de España,[12] último señor de Riolago, caballero de la Soberana Orden Militar y Hospitalaria de San Juan de Jerusalén, de Rodas y de Malta, correspondiente de la Real Academia de la Historia y autor de diversas obras históricas, como Los merinos de Asturias.[13]

Casó en primeras nupcias, en 15 de enero de 1883, con María de los Milagros Elduayen y Martínez Enríquez, VII marquesa de Valladares, padres de Fernando de Quiñones de León y Elduayen (1883-1918), que premurió a su padre y fue el VIII marqués de Valladares y VII marqués de Mos. Después de enviudar, contrajo un segundo matrimonio en 23 de noviembre de 1891, con Antonia de Bañuelos Thorndike (Roma, 17 de julio de 1855-Bournemouth, Dorset, 1921), II condesa de Bañuelos, padres de Isabel y Antonia Quiñones de León y Bañuelos. Le sucedió en 1929, por cesión, su hija:
- Antonia María Quiñones de León y Bañuelos (Biarritz, 22 de febrero de 1895-Santiago de Chile, 10 de marzo de 1982), IV marquesa de San Carlos.[16]

Casó con Luis Maximiliano Cousiño y Sébire (Paris, 9 de septiembre de 1895-Santiago de Chile, 1970), hijo de Luis Alberto Cousiño y Goyenechea y de su esposa Marie Louise Sébire. Tuvieron cinco hijos y dos hijas, entre ellas, Micaela Cousiño Quiñones de León.